# Олес Бузина
Олес Олексијович Бузина (укр. Олесь Олексійович Бузина, рус. Олесь Алексеевич Бузина; Кијев, 13. јул 1969 — Кијев, 16. април 2015) био је украјински новинар и писац познат по својој критици украјинске политике и по подршци ближим односима Украјине, Русије и Белорусије.
Убијен је 16. априла 2015. године у Кијеву.

## Биографија
Бусина је рођен 13. јула 1969. године у Кијеву. Његов отац је био припадник КГБ-а, касније потпуковник СБУ, а прадеда је био официр руске царске војске. Дипломирао је 1992. године на Филолошком факултету Кијевског националног универзитета и специјализовао се као наставник руског језика и књижевности. Започео је каријеру у новинарству радећи за бројне украјинске медије.
Позиван је као гост у бројне ток-шоу емисије у Русији. Неки од његових чланака објављени су у руским медијима. Као писац објавио је осам књига, углавном о истакнутим личностима и историји Украјине и Русије.
Поред извештавања, Бузина је покушао да уђе у политику. Кандидовао се на украјинским парламентарним изборима 2012. за посланичко место у изборној јединици у Кијеву као кандидат Руског блока, али није успео да освоји посланичко место. У изборној јединици број 223 његових 8,22% гласова било је недовољно.
Олес Бузина је убијен 16. априла 2015. године у близини свог дома у Кијеву. Претходно је у једној руској ТВ емисији рекао да стално добија претње смрћу. Раније непозната украјинска националистичка група која себе назива "Украјинска устаничка армија" је наводно преузела одговорност за убиства Бузине и других проруских личности. Председник Русије Владимир Путин је убиство назвао политичким и послао саучешће породици. У јуну украјинске власти ухапсиле су тројицу осумњичених за које се верује да стоје иза убиства. Све три особе су касније ослобођене. Убиство и даље није разјашњено.

## Политички погледи
Био је противник Наранџасте револуције и Евромајдана. У мају 2009. водио је кампању за усвајање низа закона који забрањују неонацистичке организације, пропаганду нацизма и идеолошко наслеђе Организације украјинских националиста као тоталитарне фашистичке партије.
Изјашњавао се и као Украјинац и као Рус, иако су му родитељи етнички Украјинци. Сматрао је да Украјина треба да буде део Русије као двојезични конститутивни субјект и да треба да фаворизује савез Белорусије и Казахстана, а не да се придружи Европској унији.